# ملحة العليا (نعمان)

تعديل مصدري - تعديل

ملحة العليا هي إحدى قرى عزلة الساحة بمديرية نعمان التابعة لمحافظة البيضاء، بلغ تعداد سكانها 55 نسمة حسب تعداد اليمن لعام 2004.